# Hydnophytum orbiculatum
Hydnophytum orbiculatum är en måreväxtart som beskrevs av Adolph Daniel Edward Elmer. Hydnophytum orbiculatum ingår i släktet Hydnophytum och familjen måreväxter. Inga underarter finns listade i Catalogue of Life.